# Elista (groupe)
 (janvier 2023).
Pour les articles homonymes, voir Elista.
Elista est un groupe français de rock, originaire de Boissise-le-Roi et Ponthierry, en Seine-et-Marne. 

## Historique

### Débuts (2001—2005)
Elista est formé en 2001 à Boissise-le-Roi et Ponthierry (banlieue parisienne), composé de Ky Phung François Nguyen, Thomas Pierron, Benjamin Peurey et Marc Mallia. Nicolas Beaujouan était le bassiste du premier album. À l'origine le groupe naît autour de Ky Phung Francois Nguyen, Thomas Pierron et Benjamin Peurey qui, pour échapper à l'ennui, enregistreront leurs propres compositions sur un enregistreur 4 pistes. 
« Elista n'a donc rien à voir avec les origines communes des artistes. Classe moyenne, avec des parents qui, un jour, sont passés du HLM au pavillon. Nous sommes venus à la musique sur le tard, pour tromper l'ennui, échapper aux passions des garçons de notre âge: le foot, les bagnoles... Nous, on a commencé à collectionner les disques, Bowie, Pixies... Et La Fossette, de Dominique A: preuve que faire de la musique ne passait pas nécessairement par une démonstration de force, au contraire... On s'y est mis petit à petit, des reprises new wave, du reggae. Il y a eu beaucoup de tâtonnements, avant de considérer que le projet tenait debout ». Elista a la particularité de compter deux chanteurs, Ky Phung François Nguyen et Thomas Pierron, et un auteur, Benjamin Peurey, qui ne joue d’aucun instrument mais suit le groupe jusqu’en tournée.
Découvert par une salle de concert, Les 18 marches, puis par le réseau Pince oreilles, en 2001, le groupe enregistre son premier album homonyme à Paris en novembre et décembre 2002 avec le label indépendant Recall. L'artiste et autrice de bande dessinée québécoise Julie Doucet réalisera leur première pochette de disque et le clip de Debout sera inspiré des dessins de l'artiste. L'album comprend le morceau Debout qui sera en playlist radio sur France Inter, Oüi FM, Mouv' et Europe 2. J.-D. Beauvallet des Inrockuptibles écrira à propos de Debout que c'est un titre « à se relever la nuit »[réf. nécessaire]. Elista est présent aux éditions 2004 des Eurockéennes de Belfort, des FrancoFolies de Montréal, du Festival des inRocKs. Ils joueront en première partie de Muse, de Hawksley Workman, et se retrouveront à l'affiche de nombreux festivals aux côtés de Franz Ferdinand (Art Rock), -M- (Papillons de Nuit), Miossec et Dominique A, notamment au festival Le bruit de Melun.

### Derniers albums (2006—2013)
Le deuxième album d’Elista, La Folie douce, est sorti le 23 octobre 2006. Plus rock, enregistré par Dimitri Tikovoi (Placebo), Christine Verschorren (Ghinzu) et Antoine Gaillet (M83), il comprend les morceaux Dès le départ, dès le début et Les hommes ordinaires (qui seront playlistés sur France Inter, Mouv', Oüi FM, Europe 2). « [...] le deuxième album des Français est un uppercut permanent, un assaut sonique nerveux et rentre-dedans; l'ensemble dégage suffisamment d'électricité pour mettre tout EDF au chômage les deux ou trois siècles à venir. Les guitares forment un infranchissable mur sonique, les batteries cognent dur et les voix partent au combat la fleur au fusil et le texte intelligent. Mais Elista reste Elista et n'abandonne pas ce qui le différencie de certains congénères au front beaucoup plus bas: une efficacité mélodique immédiate, la dynamique d'une écriture dont les Pixies ou Noir Désir ? influence évidente ? ne rougiraient pas ».
Stéphane Bertrand (Ginger Ale) accompagne désormais le groupe en studio et en concert, en tant que bassiste. Elista joue en première partie des Killers, de The Servant, de Sonic Youth, d'Indochine, entre autres. Ils composeront pour Hubert-Félix Thiéfaine le morceau Télégramme 2003 qui apparaîtra sur l'album Scandale mélancolique et assureront sa première partie au Zénith en novembre 2006. Elista a confié l'enregistrement de son troisième album, paru le 24 janvier 2011, à Antoine Gaillet. La chanson La Saint-Valentin en est le premier simple (il sera playlisté sur RTL2 et Virgin Radio). Le groupe se sépare début 2013.
Thomas Pierron sort en 2024 un ep de son nouveau projet "Perspective Révolutionaire.
Ky Phung François Nguyen sort son sous le nom de Yen Kyng son 1er album solo "le pauvre type" en 2023, en 2025 il monte un nouveau groupe Yassa Blaster.

## Discographie
- 2003 : Debout

1. Debout
2. La Nuit madrilène
3. La Vie à deux
4. Rendors-toi
5. Tu es légère
6. Perceval
7. Derrière elle
8. Déçu du paradis
9. De tous ses feux
10. Tout ce qui me retienne (ta main dans la mienne)
11. Ghost

- 2006 : La Folie douce

1. La folie douce
2. Finir dans les journaux
3. Dès le départ, dès le début
4. Le niveau des mers
5. Lâcheté
6. Courage
7. Nous sommes tous une ombre
8. Les calanques de Cassis
9. Les hommes ordinaires
10. (J'ai beau tout tester) Je déteste tout
11. Je suis une nuit de tempête
12. Mon ivresse (A l'autoroute A3)

- 2011 : L'Amour, la guerre et l'imbécile

1. La part de toi
2. La Saint-Valentin
3. La Ballade Criminelle
4. Ton serment
5. Seul & sans défense
6. L'amour, la guerre & l'imbécile
7. Des couleurs à ta robe
8. À la manière d'un météore
9. Devine
10. Et si, au pire
11. L'amour sale
12. Le Royaume des Cieux